# Châtillon-sur-Indre
Châtillon-sur-Indre là một xã ở tỉnh Indre khu vực trung bộ Pháp. Xã này có diện tích 45,3 km², dân số thời điểm năm 2005 là 3119 người. Khu vực này có độ cao trung bình 88 mét trên mực nước biển.